# The World of the Married
The World of the Married (Hangul: 부부의 세계; RR: Bubuui segye) és una sèrie de televisió de Corea del Sud protagonitzada per Kim Hee-ae, Park Hae-joon i Han So-hee en papers principals. Narra una història d'una parella casada la traïció dels uns amb els altres condueix a un remolí de venjança, pena i curació. La sèrie es basa en l'èxit de la sèrie de drama de BBC One Doctor Foster, protagonitzada per Suranne Jones en el paper principal. Es va emetre a JTBC els divendres i dissabtes a les 10:50 (KST) horari del 27 de març al 16 de maig del 2020.